# OGLE-TR-182
OGLE-TR-182 ist ein etwa 13.000 Lichtjahre von der Erde entfernter Stern der Spektralklasse G im Sternbild Carina. Er ist mit einer scheinbaren Helligkeit von 16,8 mag mit dem bloßen Auge auch unter optimalen Beobachtungsbedingungen nicht mehr zu sehen. Der Stern wird von einem Exoplaneten mit der Bezeichnung OGLE-TR-182 b begleitet, der ihn in 3,98 Tagen einmal umläuft. Die Masse des Exoplaneten entspricht etwa einer Jupitermasse und die Entfernung zwischen den beiden Himmelskörpern ca. 0,05 Astronomischen Einheiten.